# KiKa
KiKA (originalmente Der Kinder Kanal von ARD und ZDF, anteriormente KI.KA), es un canal de televisión alemán creado el 1 de enero de 1997 por ARD y ZDF para los niños y adolescentes. El canal está operado por las dos cadenas públicas alemanas: ARD y ZDF.
KiKA es la abreviación de «Kinder» («niños») y de «Kanal» («canal»). KiKA es un canal público comparable a Karusel de Rusia y Ketnet de Bélgica. Su principal competidor es Super RTL.
Una producción de KiKA es por ejemplo Schloss Einstein.

## Historia
En los primeros días de emisión del canal, su programación consistía mayoritariamente de series y programas emitidos anteriormente en ARD y ZDF. KiKa emitía dibujos animados clásicos de los años 70 y 80 como Heidi, La abeja Maya y Vickie el vikingo. Con el tiempo fueron apareciendo nuevas series animadas como los Teletubbies o La Tribu.
En los últimos años se han producido gran cantidad de cambios. A pesar de que uno de los objetivos originales del canal era la emisión de series animadas y de acción real, el primero ahora predomina (85%). Además de las numerosas series animadas, la telenovela vespertina Schloss Einstein es actualmente casi la única serie de acción en vivo en la parrilla de KiKA durante el día. Solo hay otros dos espectáculos de acción en vivo, uno de los cuales se transmite por la tarde y el otro por la noche.
El canal a veces ofrece retransmisiones continuas de series que ya han sido emitidas anteriormente en el canal. De forma similar al procedimiento de las estaciones comerciales privadas. Pero la mayoría de las series más antiguas, que se habían transmitido repetidamente de 1997 a 2004, actualmente están excluidas de la alineación. El hecho de que ARD y ZDF ya no posean los derechos de transmisión apropiados explica parcialmente esta situación.
Los domingos también se emiten películas juveniles además de dibujos animados.
Desde 2020 es la emisora de televisión que representa a Alemania en el Festival de la Canción de Eurovisión Junior.

## Identidad visual

1997–2000
2000–2005
2005–2008
2008–2012
Desde 2012